# Pienivesi (sjö i Kiuruvesi, Norra Savolax)
Pienivesi är en sjö i kommunen Kiuruvesi i landskapet Norra Savolax i Finland. Sjön ligger 99 meter över havet. Den är 3,2 meter djup. Arean är 48 hektar och strandlinjen är 5,52 kilometer lång. Sjön  ingår i Vuoksens huvudavrinningsområde.   Den ligger omkring 99 kilometer nordväst om Kuopio och omkring 390 kilometer norr om Helsingfors. 
Pienivesi ligger sydöst om Niemisjärvi.